# Gracelynn Doogan
Gracelynn Doogan (ur. 23 marca 1996) – kanadyjska zapaśniczka walcząca w stylu wolnym. Brązowa medalistka igrzysk frankofońskich w 2017. Druga na MŚ U-23 w 2017 roku. Zawodniczka University of Guelph